# Хотенков, Иван Ильич
Иван Ильич Хотенков (1917—1991) — советский хозяйственный, государственный и политический деятель, Герой Социалистического Труда.

## Биография
Родился в мае 1917 года в Курской губернии.
С 1935 года — на хозяйственной, общественной и политической работе. В 1935—1977 годах — вальцовщик Макеевского металлургического комбината.
Участник Великой Отечественной войны, служил на крейсере «Коминтерн» Черноморского флота, участник обороны Одессы, обороны Севастополя, битвы за Кавказ, позднее в 306-м миномётном полку моряков.
После демобилизации — вальцовщик, мастер, мастер прокатного цеха Макеевского металлургического завода имени Кирова, обладатель звания «Лучший мастер» прокатных цехов предприятий министерства чёрной металлургии СССР.
Указом Президиума Верховного Совета СССР от 19 июля 1958 года удостоен звания Героя Социалистического Труда за «выдающиеся успехи в деле развития чёрной металлургии» с вручением ордена Ленина и золотой медали «Серп и Молот». Этим же указом званием Героя Социалистического Труда были награждены директор Макеевского металлургического завода Александр Илларионович Жуков и мастер доменного цеха Дмитрий Васильевич Лунин.
Награждён орденами и медалями СССР.
Избирался депутатом Верховного Совета СССР 3-го и 4-го созывов.
После выхода на пенсию проживал в Макеевке. С 1968 года — персональный пенсионер союзного значения. Умер в июне 1991 года.